# 湯家耀
湯家耀 (葡萄牙語：TONG Ka Io，1962年9月15日—）澳門政治人物，公共衛生醫生。鏡平小學畢業，畢業於濠江中學，中山醫科大學臨床醫學士，葡語國家公共衛生學校學士課程畢業，社區發展碩士。現職公共衛生主任醫生，歷任澳門衛生局衛生監督，技術協調室主任，疾病預防控制中心主任﹔現職澳門公共衛生學會創會理事長，中山醫科大學澳門校友會第九任會長。另外,湯為新澳門學社創黨人之一(現已退出)並另組澳門社區發展新動力成為首任領袖。